# Arthur Bremer
Arthur Herman Bremer (* 21. August 1950 in Milwaukee, Wisconsin) ist ein US-amerikanischer Attentäter, der am 15. Mai 1972 den Anwärter auf die Präsidentschaftskandidatur der Demokratischen Partei, George Wallace, während einer Wahlkampfveranstaltung in Laurel (Maryland) niederschoss. Wallace, damals Gouverneur des Bundesstaates Alabama, blieb gelähmt. Bremer wurde zu 63 Jahren – nach Berufung zu 53 Jahren – Haft verurteilt. Am 9. November 2007 wurde er auf Bewährung freigelassen.
In seinem Tagebuch An Assassin’s Diary gibt Bremer als Hauptmotiv seiner Tat an, er habe berühmt werden wollen.

## Leben
Arthur, der Sohn des LKW-Fahrers William Bremer (1913–2002) und der Hausfrau  Sylvia Bremer (1915–2007), absolvierte in seinem Geburtsort die South Division High School. Danach studierte er ab September 1970 am Milwaukee Area Technical College Luftbildfotografie, Kunst, Schriftstellerei und Psychologie. Arthur gab das Studium schon nach einem Semester auf. Bereits seit März 1969 hatte er als Hilfskellner im Milwaukee Athletic Club gearbeitet. Obwohl der Restaurantleiter mit Arthurs Arbeitsleistung zufrieden war, wurde er nach Gästebeschwerden 1971 in die Küche abgeschoben. Also nahm er den Hausmeisterjob in einer Grundschule an und arbeitete dort bis Ende Januar 1972.
Im Oktober 1971 war Bremer aus der elterlichen Wohnung ausgezogen und wohnte bis zum 9. Mai 1972 in einem Appartement in der Nähe der Marquette University. Im November 1971 war er wegen Tragens einer versteckten Waffe festgenommen, vom Gerichtspsychiater für psychisch krank erklärt, aber wieder freigelassen worden – auch, weil er bereit zu einer Psychotherapie gewesen war. Mitte Januar 1972 hatte sich Arthur Bremer einen Revolver mit .38 Special-Munition zugelegt.
Ende 1971 hatte er eine kurze Bekanntschaft mit einer 16-jährigen Schülerin. Nachdem das Mädchen die Beziehung mit dem „albernen“ Arthur nach wenigen Wochen abgebrochen hatte, rief deren Mutter Anfang 1972 die Polizei wegen Arthurs Stalking. Nachdem Arthur Bremer wegen des Attentats festgenommen worden war, habe das Mädchen seine Verwunderung über das Verhalten des ehemaligen Freundes geäußert. Arthur sei nicht gewalttätig gewesen und habe mit ihr nicht über Politik geschweige denn über Gouverneur Wallace gesprochen.
Anfang März 1972 vertraute der arbeitslose Arthur seinem Tagebuch an, er wolle entweder Nixon oder Wallace töten. Aus dem Attentat auf Nixon im April 1972 wurde nichts. Er kam an den Wagen des Präsidenten nicht nahe genug heran.
Darauf suchte sich der Attentäter im Mai Gouverneur Wallace als nächstes Ziel aus. Während einiger Wahlkampfveranstaltungen begab er sich in die Nähe seines Opfers. Auf jener Veranstaltung am Nachmittag des 15. Mai 1972 im Laurel Shopping Center waren etwa tausend durchweg friedliche Leute gekommen. Wallace schüttelte nach seiner Rede – gegen den Rat der Leibwächter – die Hände einiger Zuhörer. Arthur Bremer konnte sich währenddessen dem Gouverneur nähern und mit seinem .38er-Revolver fünfmal in Bauch und Brust des Opfers treffen. Eine der Kugeln blieb im Rückenmark stecken. Drei Umstehende – ein Leibwächter, ein Secret-Service-Beamter und eine Wahlhelferin – wurden außerdem getroffen.
Der Gerichtspsychiater bescheinigte dem Attentäter eine „schizoide Persönlichkeitsstörung mit einigen paranoiden und psychopathischen Merkmalen.“ Der Staatsanwalt ließ sich nicht auf solche Unzurechnungsfähigkeit ein.
Wallace vergab Bremer im August 1995 schriftlich. Bis zum Tode des Gouverneurs im September 1998 blieb der Attentäter die Antwort darauf schuldig.

## Adaptionen
- 1976 Bremers oben genanntes Tagebuch habe den Drehbuchautor Paul Schrader zur Figur des Travis Bickle in Martin Scorseses Taxi Driver inspiriert.
- 1997 hat John Frankenheimer aus dem Leben des Gouverneurs in dem Film Wallace  mit Gary Sinise in der Titelrolle erzählt.
- In seinem 1980 veröffentlichten Album Peter Gabriel (Melt) und der deutschen Übersetzung des Albums von dem Liedtexter Horst Königstein Ein deutsches Album bezieht sich Peter Gabriel in seinem Lied Family Snapshot bzw. Schnappschuss (Ein Familienfoto) auf das Attentat.[1]